# Дом правительства Армении
Дом правительства Армении (арм. կառավարական տուն) — здание правительства Республики Армения и резиденция премьер-министра в Ереване. Расположено на площади Республики.

## История
Изначально строительство спроектированной Александром Таманяном северо-западной части современной постройки началось в 1926 году, в качестве отдельного здания Народного комиссариата по земельным вопросам, строительство которого было завершено в 1929 году.
В 1932—1936 годах для строительства на том же месте был спроектирован комплекс Дома правительства, в который должно было входить здание Наркомата. Согласно этому проекту, в центральной части здания, имеющего форму неправильного пятиугольника, во внутреннем дворе, предполагалось строительство более высокого корпуса цилиндрической формы, который выполнял бы роль фойе, соединяющего отдельные части комплекса. Однако в 1941 году строительство было приостановлено и проекты центральной и восточной частей комплекса не были осуществлены.
Строительство Дома правительства в 1952 году завершил сын автора — архитектор Геворг Таманян со своим новым проектом — уже без возвышающегося центрального корпуса, с добавленным в восточной части большим залом заседаний
За проектировку здания Александру Таманяну в 1942 году была присуждена Государственная премия СССР, которой в 1970 году также были удостоены авторы других зданий на площади Республики.

## Описание
По двум сторонам основных центральных коридоров — кабинеты, скомпонованные с большим и малым залами заседаний, фойе и лестничными клетками. Фасады выполнены по-разному, в соответствии со своей градостроительной ролью и окружающей застройкой. Расположенный по касательной к площади главный фасад выполнен в ритме пяти арок, опирающихся на монументальные колонны, над которыми поясом простирается открытый балкон. На северной стороне он примыкает к башне, увенчанной прямоугольной ротондой. На улицах, примыкающих к площади, фасады оформлены проще и сдержанней, однако это различие не предполагает противопоставления. В декоративных разработках автор использовал элементы средневековой армянской архитектуры (Текор, Двин) и монументальной скульптуры. Здание построено из розового фельзитового туфа, на базальтовом основании.

## Галерея

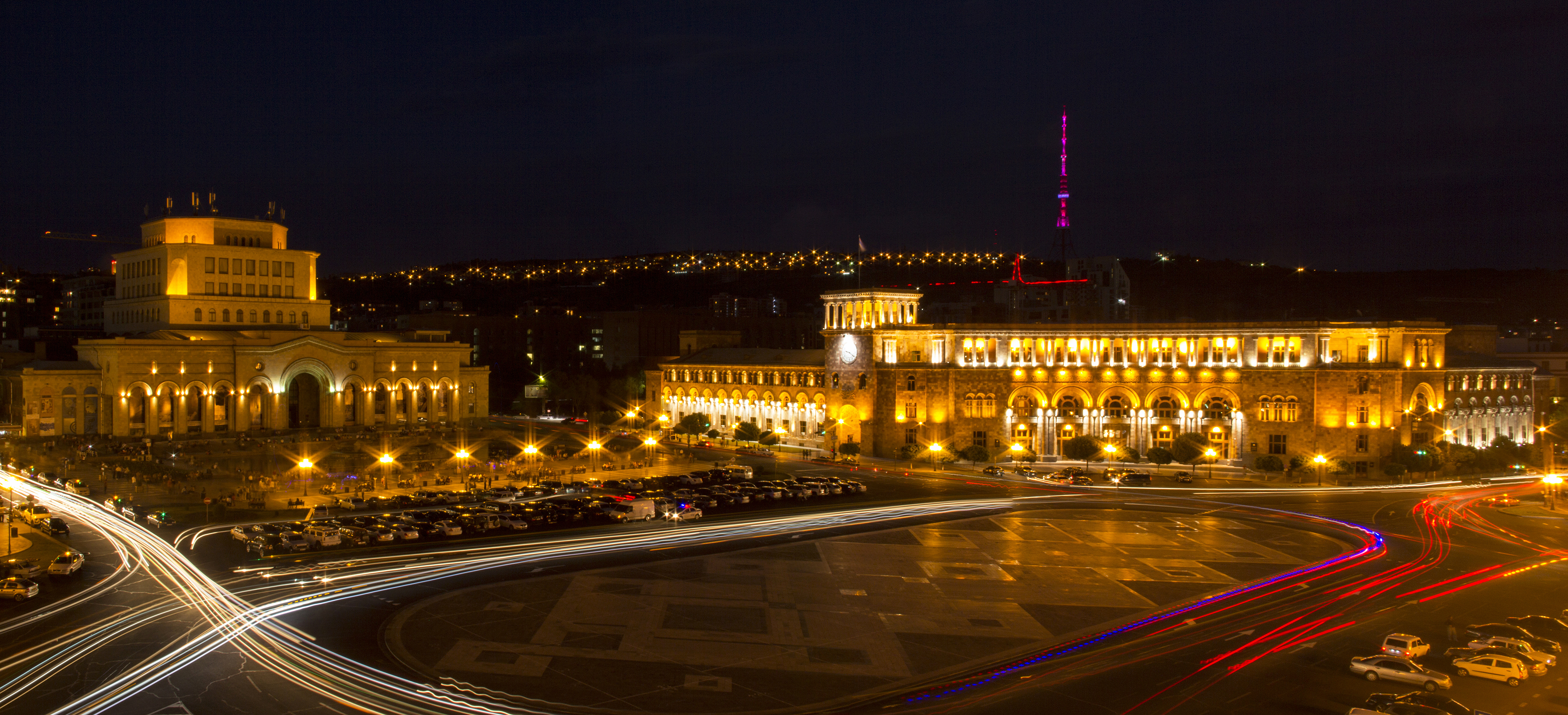
Национальный исторический музей (слева) и Дом правительства (справа) на площади Республики
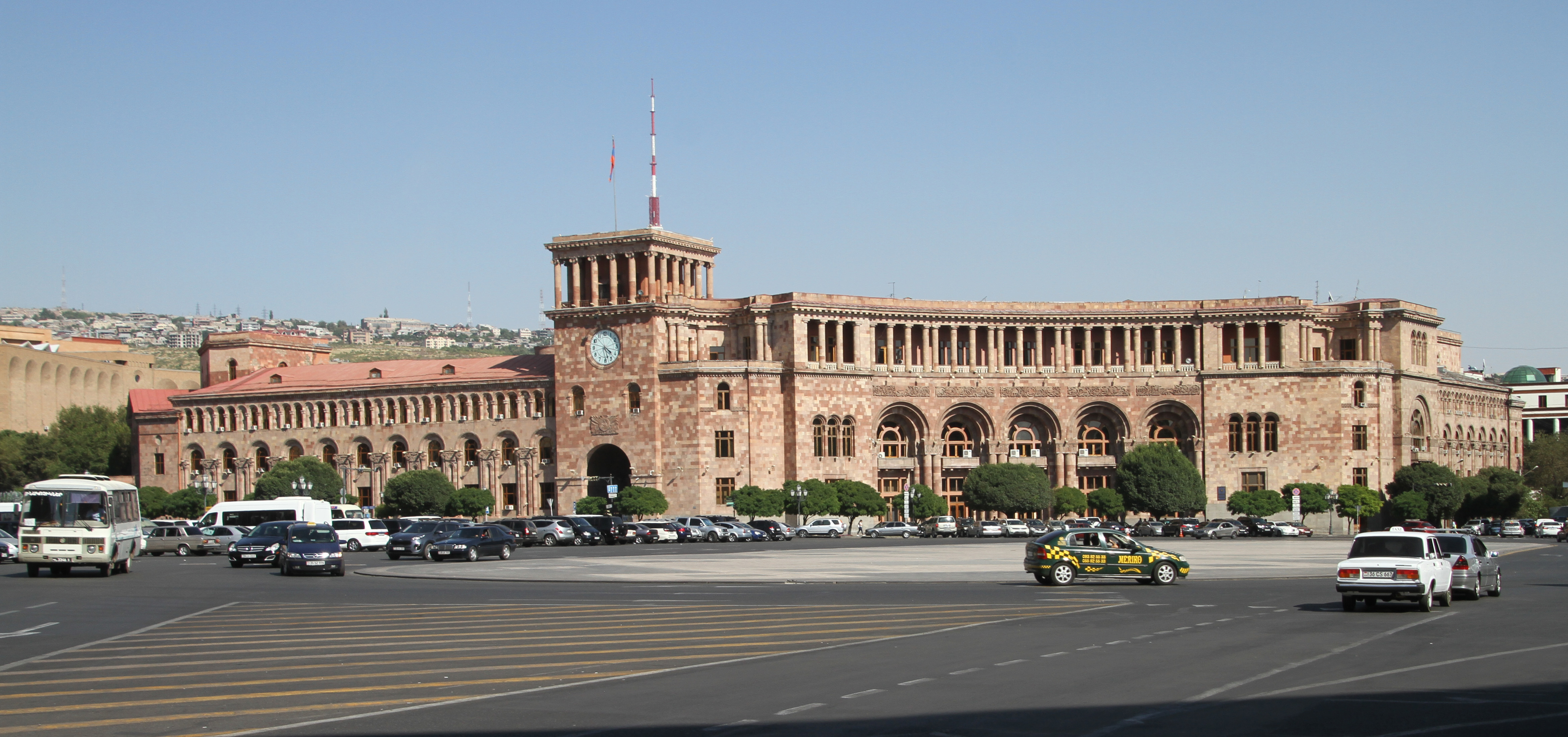
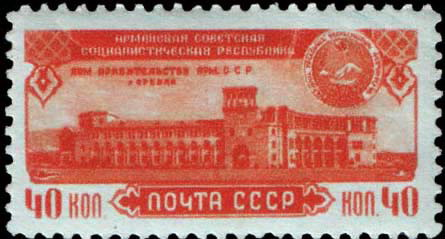
Почтовая марка, 1950 год
На почтовой марке СССР, 1978